# Andreja Klepač
Andreja Klepač (født 13. marts 1986 i Koper, Slovenien) er en kvindelig professionel tennisspiller fra Slovenien. 

Andreja Klepač højeste rangering på WTA single rangliste var som nummer 99, hvilket hun opnåede 14. juli 2008. I double er den bedste placering nummer 61, hvilket blev opnået 9. januar 2012.